# 마크로투스속
마크로투스속(Macrotus)은 주걱박쥐과에 속하는 박쥐 속의 하나이다. 창코박쥐아과로 분류하며, 2종으로 이루어져 있다. 미국 남서부와 멕시코 그리고 중앙아메리카와 남아메리카, 바하마 제도에 분포한다.

## 하위 종
- 캘리포니아잎코박쥐 (Macrotus californicus)
- 워터하우스잎코박쥐 (Macrotus waterhousii)